# FGF22
FGF22‏ (None) هوَ بروتين يُشَفر بواسطة جين FGF22 في الإنسان.